# Minmi
minmi (Minmi paravertebra, do latim "nomeado após a formação da rocha") foi um dinossauro herbívoro e quadrúpede que viveu durante o período Cretáceo na região que é hoje a Austrália. Media em torno de 3 metros de comprimento e se alimentava de folhas rasteiras, já que não alcançava as folhagens mais altas.

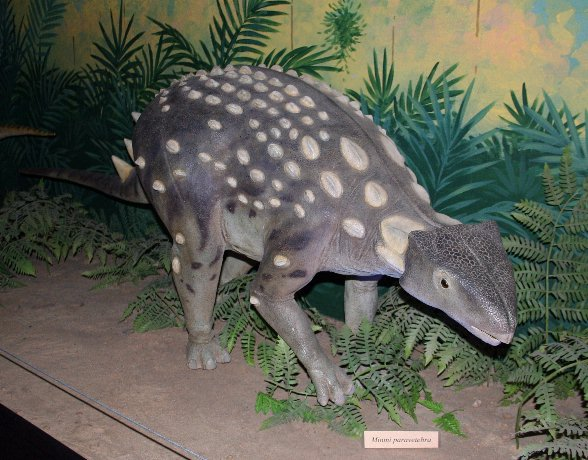
O Modelo do Minmi no Museu Nacional de dinossauros em Canberra

O nome "minmi" é devido à Minmi Crossing, o lugar onde os fósseis desse dinossauro foram descobertos. Como os esqueletos encontrados não estavam suficientemente completos muitas informações a respeito desse dinossauro continuam incertas. Ele era um réptil quadrúpede encouraçado, o que já é suficiente para classificá-lo na infra-ordem ankylosauria, mas ainda não se pode afirmar a qual família o minmi pertence.